# Leopold Zingerle
Leopold Zingerle (Monaco di Baviera, 10 aprile 1994) è un calciatore tedesco, portiere del RB Lipsia.

## Carriera
È cresciuto nel settore giovanile del Bayern Monaco.
Ha esordito in Bundesliga il 5 ottobre 2019 disputando con il Paderborn l'incontro perso 2-1 contro il Magonza.